# Gilowice (gmina)
Pour les articles homonymes, voir Gilowice.
La gmina de Gilowice est une commune rurale de la voïvodie de Silésie et du powiat de Żywiec. Elle s'étend sur 28,15 km² et comptait 5 667 habitants en 2006. Son siège est le village de Gilowice qui se situe à environ 7 kilomètres à l'est de Żywiec et à 65 kilomètres au sud de Katowice. Elle comprend le village de Rychwałd.

## Villes et gminy voisines
La gmina de Gilowice est voisine de la ville de Żywiec et des gminy de Łękawica, Ślemień et Świnna.